# Dubiaranea margaritata
Dubiaranea margaritata is een spinnensoort uit de familie hangmatspinnen (Linyphiidae). De soort komt voor in Colombia en Venezuela.